# Judy Winter

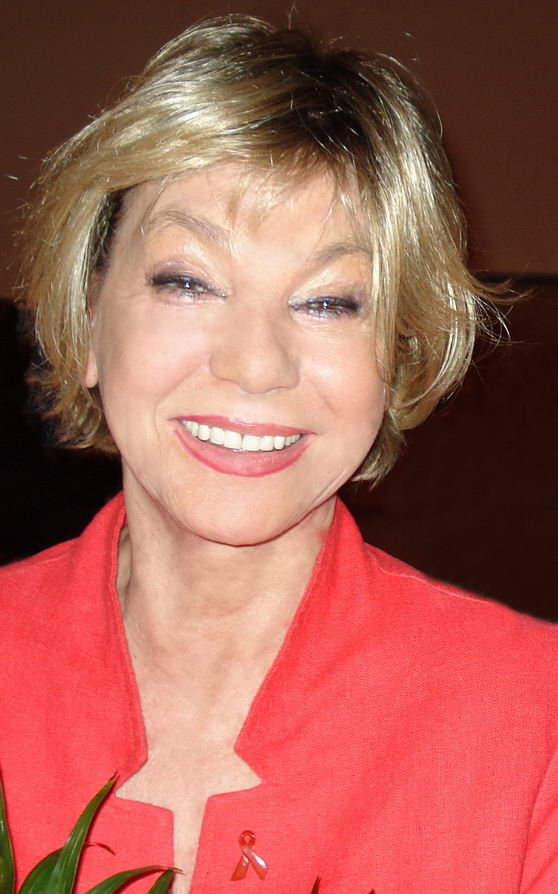
Judy Winter, 2008

Judy Winter (eigentlich: Beate Marie Richard; * 4. Januar 1944 in Friedland/Oberschlesien) ist eine deutsche Schauspielerin, Chansonsängerin und Synchron- sowie Hörspielsprecherin. Sie begann ihre Karriere am Theater Ulm und am Theater Bremen unter der Regie von Kurt Hübner und Peter Zadek. Ihren Durchbruch hatte sie 1971 in den Johannes-Mario-Simmel-Verfilmungen Und Jimmy ging zum Regenbogen und Liebe ist nur ein Wort. Von 1998 bis 2018 stand sie als Marlene Dietrich in Marlene mehr als 600 Mal auf der Bühne des Renaissance-Theater Berlin.

## Herkunft und Ausbildung
Judy Winter (Beate Richard) wurde als Tochter des Reserveoffiziers und Journalisten Armin Richard und seiner Frau, der aus Köln stammenden Tänzerin Marie Richard, im oberschlesischen Friedland (heute: Korfantów, Polen) geboren. Nach dem Zweiten Weltkrieg zog ihre Familie über Hannover nach Bielefeld, wo ihr Vater als politischer Redakteur einer Tageszeitung arbeitete. In Bielefeld besuchte Winter ein Gymnasium und nahm ab dem elften Lebensjahr Ballettunterricht, den sie nach dem Umzug der Familie nach Heidelberg fortsetzte, aber aufgrund ihrer Körpergröße abbrechen musste. Von 1961 an absolvierte Winter eine Schauspielausbildung an der Hochschule für Musik und Darstellende Kunst Stuttgart. Ihr Studium finanzierte sie mit verschiedenen Nebenjobs.

## Karriere

### Theater
Im Alter von 17 Jahren erhielt Winter unter Kurt Hübner ihr erstes Bühnenengagement am Theater Ulm. Hier lernte sie 1962 auch Peter Zadek kennen, der Shakespeares Der Kaufmann von Venedig inszenierte und Winter für die Rolle der Jessica gewann. Es folgten Auftritte am Theater Trier und am Theater der Freien Hansestadt Bremen, wo sie in Meredith Wilsons Music Man als Musical-Darstellerin debütierte. Unter ihrem Künstlernamen, den sie (nach eigener Aussage) aus den Namen ihrer Vorbilder Judy Garland und Shelley Winters kombinierte, spielte sie seit 1963 am Renaissance-Theater in Berlin, wo sie in Inszenierungen wie Patrick Hamiltons Gaslicht, Anton Tschechows Der Kirschgarten und Eugene O’Neills Eines langen Tages Reise in die Nacht wirkte.
Von 1998 an spielte Winter am Renaissance-Theater Marlene Dietrich, und eine Theaterkritik huldigte ihr anlässlich der Premiere mit den Worten: „Marlene lebt und heißt jetzt Judy Winter.“ Weitere Engagements führten sie u. a. an das Thalia Theater und das Ernst-Deutsch-Theater in Hamburg. Auch in Hilde Knef – Der Teufel und die Diva, einem Bühnenstück der Autoren Fred Breinersdorfer und Katja Röderüber über das Leben von Hildegard Knef, übernahm sie die Titelrolle. Nach seiner Uraufführung am Ernst-Deutsch-Theater folgte am 1. Juni 2013 die Berliner Premiere des Stückes im Theater am Kurfürstendamm.
Darüber hinaus spielte Winter in Musicals, etwa die Rolle der Eliza in My Fair Lady, die Titelrolle in Jerry Hermans Hello Dolly! sowie im Jahr 2015 in Cabaret bei den Bad Hersfelder Festspielen.

### Film und Fernsehen
Winter debütierte im August 1963 im Fernsehen in einer Übertragung des im Theater der Freien Hansestadt Bremen uraufgeführten Singspiels Erwin und Elmire von Johann Wolfgang von Goethe in der Rolle der Elmire. In einer ebenfalls im Fernsehen übertragenen Bühneninszenierung gab sie 1966 unter der Regie von Peter Zadek die Wendla Bergmann in Frank Wedekinds Frühlings Erwachen.
1970 war sie in dem deutsch-französisch-italienischen Filmdrama Die Weibchen erstmals auf der Kinoleinwand zu sehen. Im folgenden Jahr erlangte sie bundesweite Beachtung dank der Simmel-Verfilmungen Und Jimmy ging zum Regenbogen, in der sie die Bordelldame Nora Hill spielte, und Liebe ist nur ein Wort, in der sie die Rolle der Verena Angenfort übernahm. 1980 agierte sie neben Horst Frank als skrupellose Großbauunternehmerin Sybille in Ulrich Schamonis Filmdrama Das Traumhaus. Für ihre Rolle in dem DEFA-Film Ärztinnen als Dr. Katia Michelsberg, die Versuche an Menschen zu Forschungszwecken durchführt, erhielt sie 1984 den Darstellerpreis auf dem 3. Nationalen Spielfilmfestival der DDR. In Peter Keglevics Romanverfilmung Ein ungleiches Paar spielte sie 1988 an der Seite von Diego Wallraff die Modedesignerin Vera. In dem tschechisch-deutsch-italienischen Märchenfilm Dornröschen übernahm sie 1990 die Rolle der Königin Christine.
2008 war Judy Winter nach 37 Jahren in Carlo Rolas Neuverfilmung von Und Jimmy ging zum Regenbogen nochmals als Nora Hill zu sehen. Seit 2015 ist sie in der Fernsehreihe Familie Bundschuh Susanne, die Mutter von Gerald Bundschuh (Axel Milberg), nach den Romanen von Andrea Sawatzki, die ebenfalls eine Hauptrolle in den Verfilmungen spielt. In Richard Hubers Tragikomödie Lang lebe die Königin (2019/20) übernahm Winter neben Iris Berben, Gisela Schneeberger, Eva Mattes und Hannelore Hoger Szenen, die die schwer erkrankte und im April 2019 verstorbene Hauptdarstellerin, Hannelore Elsner, nicht mehr selbst drehen konnte. Winter erklärte, als die Anfrage, für Elsner einzuspringen, gekommen sei, habe sie sich schon Gedanken gemacht, ob das überhaupt fair sei – denn es sei doch Elsners Film! Doch dann habe sie die Idee überzeugt, dass vier gute und ernstzunehmende Kolleginnen Elsner die Ehre erwiesen.
Winter gastierte im Verlauf ihrer Karriere in zahlreichen Fernsehserien, u. a. in Der Kommissar, Derrick, Tatort, Sonderdezernat K1, Ein Fall für zwei, Wolffs Revier, Doppelter Einsatz und In aller Freundschaft.

### Chanson
Winters erste Schallplatte Sie zu ihm nach dem bekannten Text von Kurt Tucholsky erschien 1979. Im Jahr 2000 interpretierte sie Lieder des US-amerikanischen Pianisten, Sänger und Songwriter Bob Lenox. Anfang Dezember 2008 hatte ihr Chanson-Soloabend Wenn ich mir was wünschen dürfte in der Urania in Berlin, bei welchem sie von Bertolt Brecht über Hildegard Knef bis zu eigenen selbstgeschriebenen Texten vortrug, Premiere.

### Synchronisation und Hörspiel
Winter arbeitete oft als Synchronsprecherin, u. a. für Faye Dunaway in Chinatown, Jane Fonda in Julia, Audrey Hepburn in Robin und Marian, Julie Walters in Billy Elliot – I Will Dance, Bette Midler in For the Boys – Tage des Ruhms, Tage der Liebe und Liv Ullmann in Szenen einer Ehe. Seit 2003 ist sie die Standardsprecherin für Shirley MacLaine.
Daneben wirkte Winter in Hörspielen mit (u. a. als Thora in der Perry-Rhodan-Serie und als Isabell Wagner in der Soap … und nebenbei Liebe). In den Drei ???-Hörspielen Stimmen aus dem Nichts (Nummer 76), Rufmord (99), Signale aus dem Jenseits (188) und Die Spur der Toten (226) sprach sie die Dr. Clarissa Franklin. Zudem hatte sie fünf Auftritte in der Hörspielreihe TKKG und lieh in der Hanni und Nanni-Reihe ihre Stimme Frau Lemansky. Seit 2010 spricht sie die Petra Köhler in der Hörspielserie Team Undercover.

## Privates
Winter lebt in Berlin. In den 1960er Jahren war Judy Winter rund sieben Jahre mit dem Regisseur Peter Zadek liiert und kümmerte sich um die Erziehung seiner Kinder. Später heiratete sie den Schauspieler Joachim Regelien. Die Ehe wurde geschieden, ebenso wie die 15 Jahre lange bis 1990 andauernde Ehe mit dem Jazzklarinettisten, Orchesterchef und Komponisten Rolf Kühn.
Ihr im Jahr 1999 adoptierter, damals 28-jähriger Schauspielkollege Francis Winter schrieb für sie 2006 das Bühnenstück Schöne Überraschung, das im Theater am Kurfürstendamm in Berlin mit ihr in der Hauptrolle zur Uraufführung kam.
Am 2. März 2018 war Winter Gast der Fernsehshow Krause kommt, in der sie einen Tag lang Einblick in ihr Privatleben gab.

## Soziales Engagement
Seit vielen Jahren engagiert sich Winter für die Belange von Menschen mit HIV und AIDS. Am 9. September 2001 wurde sie für ihr langjähriges Engagement in der AIDS-Hilfe mit dem Bundesverdienstkreuz am Bande ausgezeichnet, am 1. Oktober 2005 folgte der Verdienstorden des Landes Berlin sowie am 21. Januar 2010 der B.Z.-Kulturpreis Berliner Bär. 2002 erhielt sie den ReD Award für den Kampf gegen HIVA. Als Kuratorin der Berliner Aids-Hilfe bemüht sie sich, das Thema AIDS nicht aus dem Blick der Öffentlichkeit verschwinden zu lassen. Sie begründete mit anderen die jährlich stattfindende Gala „Künstler gegen AIDS“.

## Filmografie (Auswahl)

### Als Schauspielerin
- 1963: Erwin und Elmire
- 1966: Frühlings Erwachen
- 1966: Die Unberatenen
- 1970: Die Weibchen (Kinofilm)
- 1970: Polizeifunk ruft (Fernsehserie, Folge 4x06)
- 1970: Das gelbe Haus am Pinnasberg (Kinofilm)
- 1970: Percy Stuart (Fernsehserie, Folge 3x04)
- 1970: Perrak (Kinofilm)
- 1971: Hamburg Transit (Fernsehserie, Folge 1x05)
- 1971: Und Jimmy ging zum Regenbogen (Kinofilm)
- 1971: Liebe ist nur ein Wort (Kinofilm)
- 1972: Abuso di potere (Kinofilm)
- 1972: Butler Parker (Fernsehserie, Folge 1x14)
- 1973: … aber Jonny! (Kinofilm)
- 1973: Van der Valk und die Reichen
- 1973–1977: Sonderdezernat K1 (Fernsehserie, 3 Folgen)
- 1973: Der Kommissar – Tod eines Buchhändlers
- 1973: Der Lord von Barmbeck (Kinofilm)
- 1974: Der Scheck heiligt die Mittel
- 1974: Der kleine Doktor (Fernsehserie, Folge 1x01)
- 1975: Schließfach 763
- 1975–1979: Derrick (Fernsehserie, 3 Folgen)
- 1975: Tatort – Tod eines Einbrechers
- 1977: Der Alte (Fernsehserie, Folge 1x05)
- 1977: Tatort – Reifezeugnis
- 1978: Die Eingeschlossenen
- 1978: Geschichten aus der Zukunft (Fernsehserie, 1 Folge)
- 1979: Nathan der Weise
- 1980: Der Mann, der sich in Luft auflöste (Kinofilm)
- 1980: Das Traumhaus (Kinofilm)
- 1981: Der Fall Maurizius
- 1982: Der Auslöser
- 1982: Dr. Margarete Johnsohn
- 1982–1994: Ein Fall für zwei (Fernsehserie, 3 Folgen)
- 1983: Das schöne Ende dieser Welt
- 1984: Der Besuch
- 1984: Ärztinnen (Kinofilm)
- 1985: Mit Axel auf Achse
- 1986: Jimmy Allegretto
- 1986: Vicky und Nicky
- 1987: Der Schatz im Niemandsland (Fernsehserie, Folge 1x05–1x06)
- 1988: Ein ungleiches Paar
- 1988: Aufrichtige Lügnerin
- 1989: Tam Tam oder Wohin die Reise geht
- 1990: Dornröschen
- 1991: Tod auf Bali
- 1992: Wolffs Revier (Fernsehserie, Folge 1x04)
- 1992: Geschichten aus der Heimat (Fernsehserie, Episode: Taxi mit Telefon)
- 1993: Ein Unvergeßliches Wochenende…auf Capri
- 1993: Glückliche Reise – Kapstadt (Fernsehreihe)
- 1993: König & Consorten
- 1994: Doppelter Einsatz (Fernsehserie, Folge 1x01)
- 1995: Club Las Piranjas
- 1996: Willkommen in Kronstadt
- 1996: Wem gehört Tobias?
- 1997: Rosenkavalier (Kinofilm)
- 1998: Im Namen des Gesetzes (Fernsehserie, Folge 3x13)
- 1999: Dr. Sommerfeld – Neues vom Bülowbogen (Fernsehserie, Folge 3x03)
- 2000: Kill Me Softly – Frauenmord in Frankfurt
- 2001: Klinikum Berlin Mitte – Leben in Bereitschaft (Fernsehserie, 4 Folgen)
- 2001: SOKO 5113 (Fernsehserie, Folge 20x10)
- 2002: Alphateam – Die Lebensretter im OP (Fernsehserie, Folge 7x04)
- 2003: Sommernachtstod
- 2003: Kommissarin Göllner: Das böse Mädchen
- 2005: Brücke zum Herzen
- 2006: Ein Sommer mit Paul
- 2006, 2017: In aller Freundschaft (Fernsehserie, Folge 9x11, 20x41–20x42)
- 2007: Neues vom Wixxer (Kinofilm)
- 2008: Und Jimmy ging zum Regenbogen
- 2008: Eine Nacht im Grandhotel
- 2012: Mutter muss weg
- 2012: SOKO Wismar (Fernsehserie, Folge 9x11)
- 2014: Dora Heldt: Unzertrennlich
- 2014: Danni Lowinski (Fernsehserie, 3 Folgen)
- 2014: Die letzten Millionen
- seit 2015: Familie Bundschuh (Fernsehreihe)
  - 2015: Tief durchatmen, die Familie kommt
  - 2017: Von Erholung war nie die Rede
  - 2018: Ihr seid natürlich eingeladen
  - 2019: Wir machen Abitur
  - 2020: Familie Bundschuh im Weihnachtschaos
  - 2021: Woanders ist es auch nicht ruhiger
  - 2022: Unter Verschluss
  - 2023: Bundschuh vs. Bundschuh
- 2016: Katie Fforde – Warum hab ich ja gesagt
- 2017: In aller Freundschaft (Fernsehserie, erster Auftritt in Folge 794 – Zuviel verlangt)
- 2017: Auf der anderen Seite ist das Gras viel grüner
- 2017: Eine gute Mutter
- 2018: Wuff – Folge dem Hund (Kinofilm)
- 2018: Passagier 23 – Verschwunden auf hoher See
- 2020: Lang lebe die Königin
- 2023: Club Las Piranjas (Fernsehserie)
- 2024: Letzte Spur Berlin (Fernsehserie, Folge S13F7 Zugehörig)
- 2024: Nächste Ausfahrt Glück – Übers Ziel hinaus
- 2024: Nächste Ausfahrt Glück – Endlich ich

### Als Synchronsprecherin
Jane Fonda
- 1977: Julia … als Lilian Hellman
- 1981: Am goldenen See … als Chelsea Thayer Wayne
- 2005: Das Schwiegermonster … als Viola Fields
- 2011: Und wenn wir alle zusammenziehen? … als Jeanne
- 2013: Der Butler … als Nancy Reagan
- 2014: Sieben verdammt lange Tage … als Hillary Altman
- 2014: Hauptsache, die Chemie stimmt … als Jane Fonda
- 2015: Ewige Jugend … als Brenda Morel
- 2015: Väter & Töchter – Ein ganzes Leben … als Teddy Stanton
- 2017: Unsere Seelen bei Nacht … als Addie Moore
- 2018: Book Club – Das Beste kommt noch … als Vivian

Vanessa Redgrave
- 1980: Das Mädchenorchester von Auschwitz … als Fania Fenelon
- 1991: Die Ballade vom traurigen Cafe … als Miss Amelia
- 2001: Das Versprechen … als Annalise Hansen
- 2010: Briefe an Julia … als Claire
- 2010: Miral … als Bertha Spafford
- seit 2013: Call the Midwife – Ruf des Lebens … als Jenny (alt) / Erzählerin
- 2014: Black Box … als Dr. Hartramph

Shirley MacLaine
- 2005: Verliebt in eine Hexe … als Iris Smythson / Endora
- 2005: Wo die Liebe hinfällt … … als Catherine Richelieu
- 2005: In den Schuhen meiner Schwester … als Ella Hirsch
- 2012–2013: Downton Abbey … als Martha Levinson (3 Folgen)
- 2013: Das erstaunliche Leben des Walter Mitty ... als Edna Mitty

Faye Dunaway
- 1974: Chinatown … als Evelyn Cross Mulwray
- 1985: Christopher Columbus … als Königin Isabella

Bette Midler
- 1988: Zwei mal zwei … als Sadie Ratliff / Sadie Shelton
- 1990: Stella … als Stella Claire

Blythe Danner
- 1999: Auf die stürmische Art … als Virginia
- 2004: Meine Frau, ihre Schwiegereltern und ich … als Dina Byrnes

#### Andere
- 1971: Vitina Marcus in Time Tunnel … als Sarit
- 1976: Louise Fletcher in Einer flog über das Kuckucksnest … als Mildred Ratched
- 1979: Noëlle Châtelet in Die Buddenbrooks … als Gerda Buddenbrook
- 2008: Anna Galiena in Um Himmels Willen – Weihnachten unter Palmen … als Isabella Kargel
- 2009–2014: Sharon Gless in Burn Notice … als Madeline Westen
- 2018: Jim Knopf und Lukas der Lokomotivführer … als Frau Malzahn
- 2020: Jim Knopf und die Wilde 13 … als Frau Mahlzahn/Goldener Drache der Weisheit

## Diskografie (Auswahl)
- 1979: Sie zu Ihm
- 1999: Judy meets Marlene
- 2000: Musikalische Reise durch Berlin
- 2000: Judy Winter in Marlene
- 2000: Judy Winter singt Bob Lenox
- 2006: Mutter Erde – Judy Winter singt zugunsten von Kindern in Not
- 2007: Hitler und die Künstler – Mit den Wölfen geheult

## Hörspiele (Auswahl)
- 1983–1984: Perry Rhodan (12 Folgen) … als Thora
- 1993: Dashiell Hammett: Zwei scharfe Messer – Regie: Hartmut Kirste (Kriminalhörspiel – SDR)
- 1985: Pizza-Bande (7 Folgen) … als Erzählerin
- 1985–2024: TKKG (6 Folgen, verschiedene Rollen, Folge 35, 101, 161, 166, Morgen kommt das Weihnachtsgrauen – Adventskalender, 234)
- 1997–2024: Die drei ??? (Folgen 76–226) … als Dr. Clarissa Franklin
- 2006–2025: Hanni und Nanni (Folgen 26–80) … als  Elke Lemansky
- 2007: DiE DR3i (Folge 6) … als Audrey Moonshadow
- 2015: Gruselkabinett (3 Folgen, verschiedene Rollen)[14]

## Hörbücher
- 2021: Mary Virginia Carey: Die drei ??? und der Ameisenmensch, (Europa)

## Auszeichnungen
- 1976: Goldene Kamera für ihre Synchronisation von Liv Ullmann in Szenen einer Ehe
- 1984: Darstellerpreis auf dem 3. Nationalen Spielfilmfestival der DDR für Ärztinnen
- 2001: Bundesverdienstkreuz am Bande
- 2002: ReD Award für den Kampf gegen HIV
- 2003: Goldener Vorhang für ihre Darstellung in dem Theaterstück Acht Frauen
- 2005: Verdienstorden des Landes Berlin
- 2010: Berliner Bär (B.Z.-Kulturpreis) für ihr Engagement gegen AIDS
- 2013: „Beste Schauspielerin in einer Hauptrolle“ für ihre Rolle der Hannelore Fromm in Mutter muss weg, Auszeichnung der Deutschen Akademie für Fernsehen
- 2014: Bundesverdienstkreuz 1. Klasse
- 2015: SPIEGEL-Bestseller – Rang 17 in Ausgabe 44 / 2015 (Hörbücher Belletristik/Sachbuch) mit Allerseelen nach Edith Wharton in der Reihe Gruselkabinett[15]
- 2018: Ehrendarstellerpreis des Eat My Shorts – Hagener Kurzfilmfestivals